# Cá hè răng đai
Cá hè răng đai (danh pháp khoa học: Gnathodentex aureolineatus) là một loài cá trong họ Lethrinidae. Hiện tại người ta coi nó là loài duy nhất của chi Gnathodentex.
Các tên gọi trong tiếng Anh: gold striped bream, goldspot seabream, gold lined seabream,striped large-eye bream v.v..

## Mô tả
Cá hè răng đai là cá kích thước trung bình, có thể dài tới 30 xentimét (12 in), tuy nhiên kích thước thường thấy là 20 xentimét (8 in). Cơ thể nó dẹp bên, mõm nhọn và đuôi chẻ. Màu nền là xám bạc với các sọc vàng nằm ngang ở cả hai bên thân, phía sát lưng là các sọc ngang sẫm màu hơn. Các vây có ánh hồng, với một đường màu vàng giống như râu nằm phía trên môi trên, các chỗ nối liền các vây ngực với cơ thể cũng như viền rìa ngoài nắp mang cũng có màu vàng. Đốm màu vàng kim nằm ở phía sau chỗ kết thúc vây lưng là dấu hiệu xác nhận loài này. Tính theo tỷ lệ với kích thước cơ thể thì loài cá này có mắt to. Vây lưng: Tia gai 10, tia mềm 10. Vây hậu môn: Tia gai 3, tia mềm 8 - 10.

## Phân bố
Gnathodentex aureolineatus sinh sống trong vùng biển nhiệt đới và cận nhiệt đới thuộc Ấn Độ Dương và Thái Bình Dương, từ vùng ven biển phía đông châu Phi tới các đảo trên Thái Bình Dương như quần đảo Tuamotu, trừ quần đảo Hawaii. Về phía bắc tới miền nam Nhật Bản còn về phía nam tới Australia. Độ sâu sinh sống 3–30 mét (9,8–98,4 ft).

## Sinh học
Cá hè răng đai hoạt động phân tán để kiếm ăn ban đêm, còn trong thời gian ban ngày có thể thấy nó sống đơn độc hoặc bơi trong các bầy cá nhỏ ven các rạn san hô. Thức ăn của nó chủ yếu là các động vật không xương sống tầng đáy, như nhiều loài động vật giáp xác và động vật chân bụng, đôi khi cả cá nhỏ.

## Nguy hiểm
Việc sử dụng loài cá này làm thực phẩm có thể gây ra triệu chứng ngộ độc thực phẩm ciguatera.

## Hình ảnh

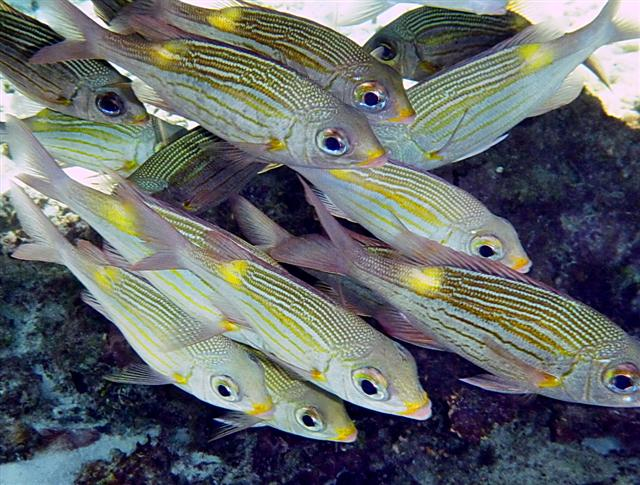
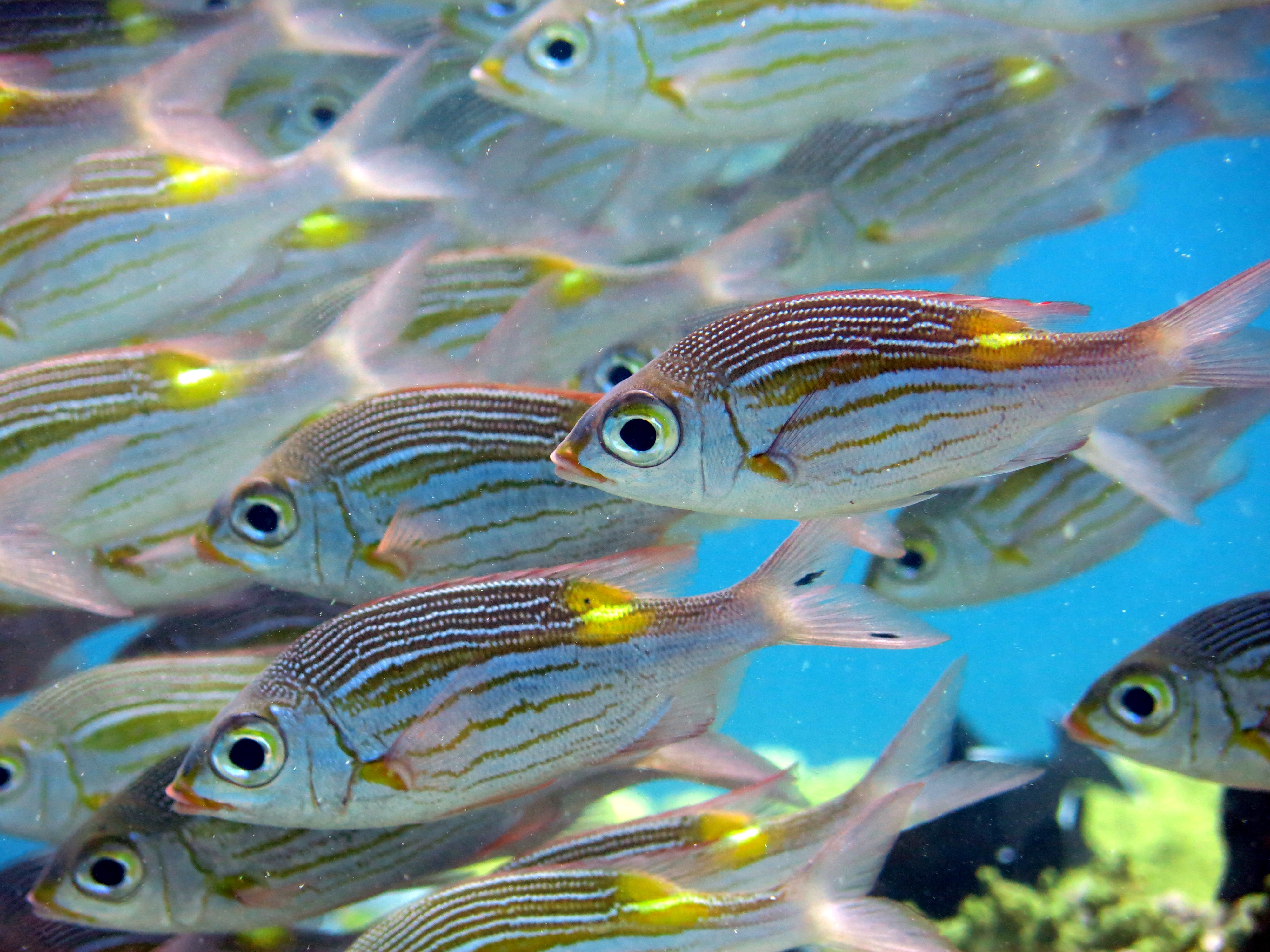
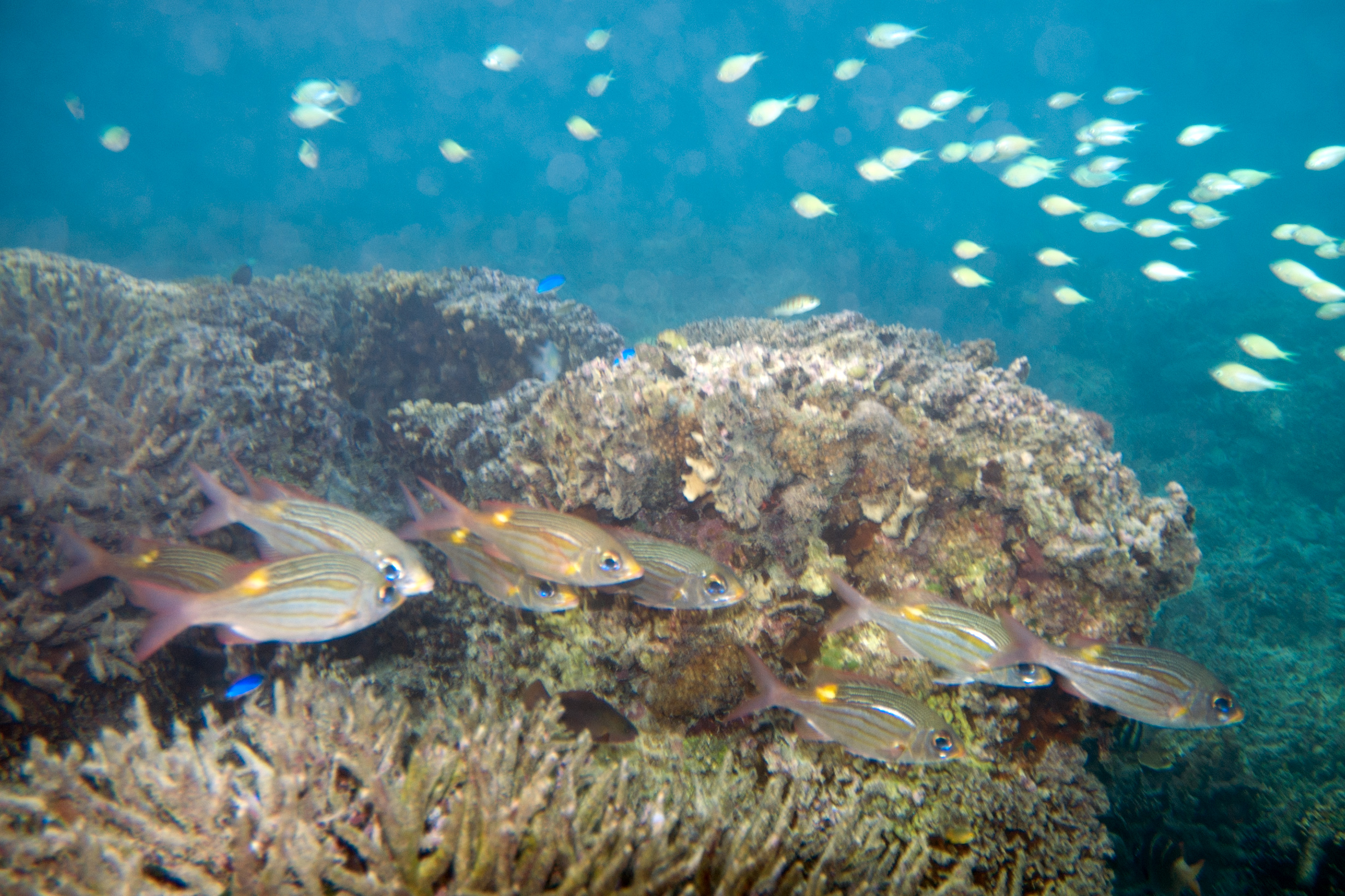